# Sagitta siamensis
Sagitta siamensis är en djurart som tillhör stammen pilmaskar, och som beskrevs av Casanova och Taichiro 1997. Sagitta siamensis ingår i släktet Sagitta och familjen Sagittidae. Inga underarter finns listade.
Djuret lever i norra Indiska oceanen.